# 有限体積法
有限体積法（ゆうげんたいせきほう、英語: finite volume method、FVM）とは、数値解析手法の一つである。領域を有限個のコントロールボリューム（control volume）に分割し、各ボリュームに対して積分形の物理量の保存方程式を適用するものである。
1960年代にロスアラモス国立研究所において非構造格子に基づく流体解析手法として開発され、現在では、多くの商用の流体解析コードに標準的な離散化解析手法として採用されている。

## 概要
有限差分法と有限要素法の両方の特徴を合わせ持つ手法と言える。
解析領域をセル（cell）と呼ばれる小領域に分割し、セルの格子点を中心とする領域であるコントロールボリュームあるいは検査領域De を定義する。そして、有限要素法と同様にその離散化には重み付き残差法を適用する。ただし有限体積法では、コントロールボリュームDe ごとに、重み関数を 1 として重み付き残差式を離散化する。
{\displaystyle \int _{D_{e}}u^{*}f(u)d\Omega =\int _{D_{e}}f(u)d\Omega =0}
長所
- 保存方程式をコントロールボリュームで積分するので、この積分領域内の物理量の保存が満足される。コントロールボリュームが重ならないかぎり、領域全体での保存性も満足される。
- 非構造格子など、どのようなタイプの計算格子にも適用できるため、任意形状への適合性が良い[1]。
- 上式における積分中の微分の近似には中点公式（または中点差分近似[7]）

{\displaystyle {\frac {df}{dx}}\simeq {\frac {f(x+h)-f(x-h)}{2h}}\quad (h<<1)}
が一般に用いられるため、離散化が簡便で有限要素法に比べて計算時間の面で有利である。なお、微分の近似表現に中点公式などを用いているため、構造格子を用いた場合には、離散化された代数方程式は有限差分法を適用して導かれたそれと一致することがある。
短所
- 高次精度化が煩雑あるいは困難である[1][2][3]。有限体積法は3段階の近似（補間、微分、積分）を必要とするために、3次元で2次精度よりも高い精度の方法を実現することが難しい[1][2][3]。